# Diospyros barberi
Diospyros barberi là một loài thực vật có hoa trong họ Thị. Loài này được Ramaswami mô tả khoa học đầu tiên năm 1914.